# آلفرد گومیس
آلفرد بنژامی گومیس (فرانسوی: Alfred Benjamin Gomis‎؛ زادهٔ ۵ سپتامبر ۱۹۹۳) بازیکن فوتبال اهل سنگال است.
از باشگاه‌هایی که در آن بازی کرده‌است می‌توان به تورینو، کروتونه، آولینو، چزنا، بولونیا، سالرنیتانا و اسپال اشاره کرد.
وی همچنین در تیم ملی فوتبال سنگال بازی کرده‌است.